# Стълбище на Петър Кружич
Стълбището на Петър Кружич (хърватски: Stube Petra Kružića), или Търсатско стълбище, е каменно стълбище в град Риека, Хърватия.
Отвежда към туристическата част на града – Търсат, някога отделно селище, днес квартал на Риека.

## История
Стълбището започва от източния бряг на река Риечина и се изкачва до кв. Търсат, разположен на плато на 138 м над морското равнище. Състои се от 561 стъпала. Изградено е за поклонниците, посещаващи църквата „Дева Мария Търсатска“.
Работата по стълбището е започната през 1531 г. от Петър Кружич, хърватски княз, герой от битките срещу османските нашественици. Той изгражда долната му част, а в по-късно време са добавени още стъпала. През първата половина на XVIII в. е построена триумфалната арка на входа на стълбището в стил барок. Между XV и XVIII в. са построени оброчните параклиси от началото на стълбището до платото с църквата – по параклис всеки век.